# Charles Christian Nahl

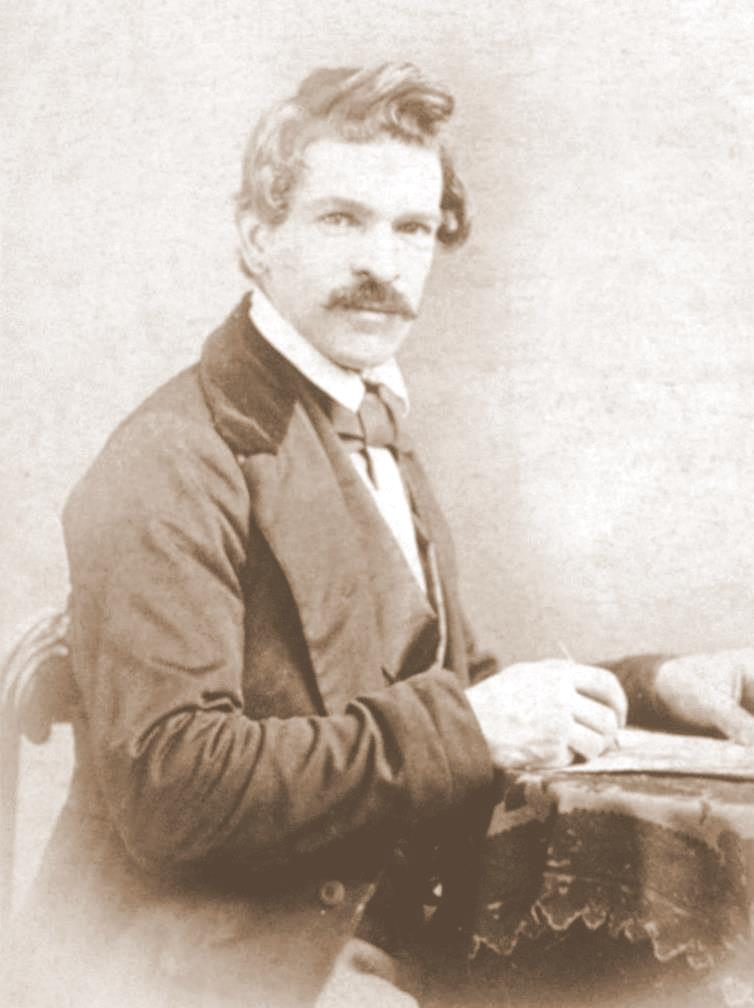
Charles Christian Nahl in einer Aufnahme von William Shew, Mitte der 1870er Jahre

Charles Christian Nahl (* 18. Oktober 1818 in Cassel; † 1. März 1878 in San Francisco, Kalifornien; auch Carl Christian Heinrich Nahl, Charles Nahl, Karl Nahl, oder Charles C. Nahl genannt) war ein deutsch-amerikanischer Maler.
Nahl wurde nach seiner Auswanderung in den Vereinigten Staaten als der „erste bedeutende kalifornische Künstler“ beschrieben. Er widmete sich unterschiedlichen künstlerischen Genres.

## Leben

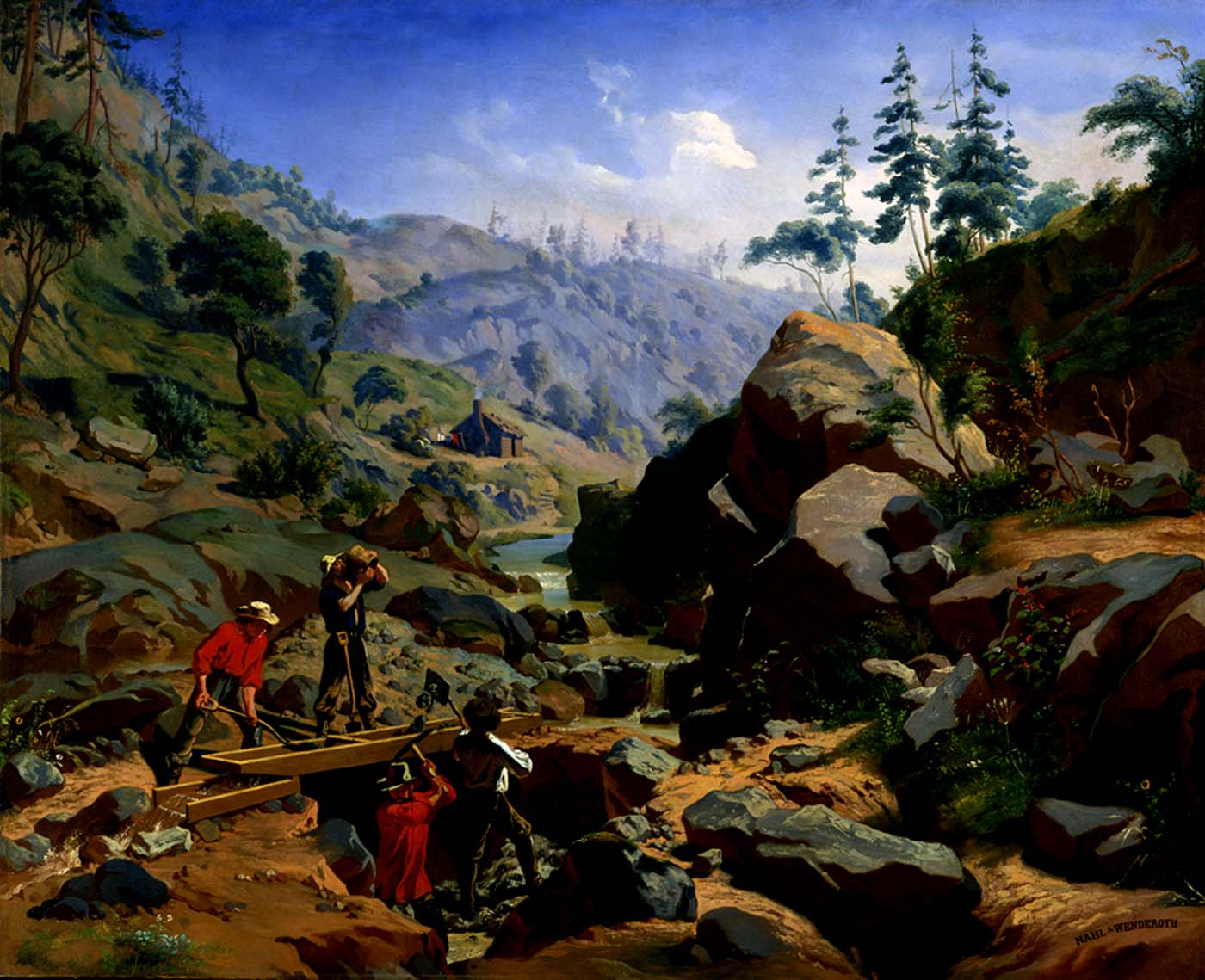
Miners in the Sierras, Charles Christian Nahl und Frederick August Wenderoth aus den Jahren 1850/51

Nahl stammte aus einer Familie, die seit dem 17. Jahrhundert immer wieder bedeutende Künstler in den Bereichen Innenarchitektur, Bildhauerei und bildnerischer Darstellung unterschiedlichster Art hervorgebracht hatte. Sein Urgroßvater war der Bildhauer Johann August Nahl der Ältere und sein Großvater der Bildhauer und Maler Johann August Nahl der Jüngere. Mehrere seiner Vorfahren hatten Professuren an der Kunstakademie Kassel oder leiteten diese sogar.
Der offenbar sehr begabte Carl Christian Heinrich (Taufname) galt mit 12 Jahren bereits als vollendeter Aquarellist. Er studierte ebenfalls an der Kunstakademie Kassel. Die wirtschaftliche Situation und die politischen Unruhen veranlassten ihn, 1846 mit seiner Familie und seinem Freund, dem Künstler Frederick August Wenderoth (* 1819 in Kassel; † 1884 in Philadelphia, Pennsylvania), seine Heimatstadt Kassel zu verlassen und nach Paris überzusiedeln. Mit dabei war sein 15 Jahre jüngerer Halbbruder Hugo Wilhelm Arthur Nahl (1833–1889), der später ebenfalls als Maler, Illustrator und Grafiker bekannt wurde und Carl Christian auf allen seinen weiteren Lebensstationen begleitete. In Paris nahm Carl den Namen Charles an, studierte mit Paul Delaroche und Horace Vernet und stellte seine Werke im berühmten Salon de Paris aus. Die politischen Wirren der französischen Februarrevolution vertrieben das Trio erneut. Sie verließen Frankreich und nahmen 1848/1849 ein Schiff Richtung USA.

## In Amerika

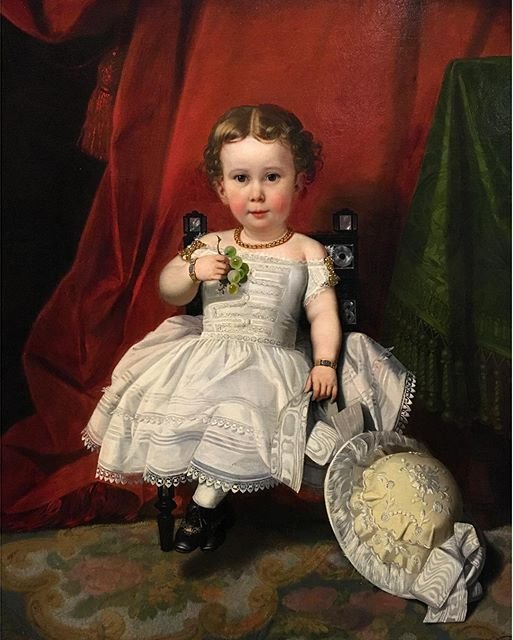
Little Miss San Francisco von Charles Christian Nahl und August Wenderoth aus dem Jahr 1853 (Oakland Museum)

In New York erreichte sie der Lockruf des kalifornischen Goldrauschs. Wie Tausende anderer buchten sie eine Schiffspassage, die sie durch den Isthmus von Panama an die Westküste der USA brachte. Im Mai 1851 fuhren sie durch die Golden Gate und erreichten San Francisco. Im Yuba River Gebiet in der Nähe von Sacramento versuchten sie einige Monate, durch Goldfunde reich zu werden. Nahl begann mit dem Skizzieren der Bergleute, die ihre Porträts mit Goldstaub bezahlten. Der Traum vom Goldreichtum blieb jedoch aus. Nahl eröffnete mit seinem Bruder Arthur und Wenderoth in Sacramento ein Malatelier und bestritt seinen Lebensunterhalt mit Lithografien sowie Illustrationen für die lokale Zeitung und Zeitschriften. 1852 zerstörte ein Feuer den größten Teil von Sacramento. Nahl zog weiter nach San Francisco, eröffnete ein neues Studio und widmete sich fortan mit seinem Bruder Hugo und Künstlerfreund August Wenderoth seiner Malerei sowie kommerziellen Aufträgen. Die künstlerische Zusammenarbeit mit Wenderoth ist bei den Gemälden Miner's Cabin, Result of the Day und Miners in the Sierra dokumentiert.

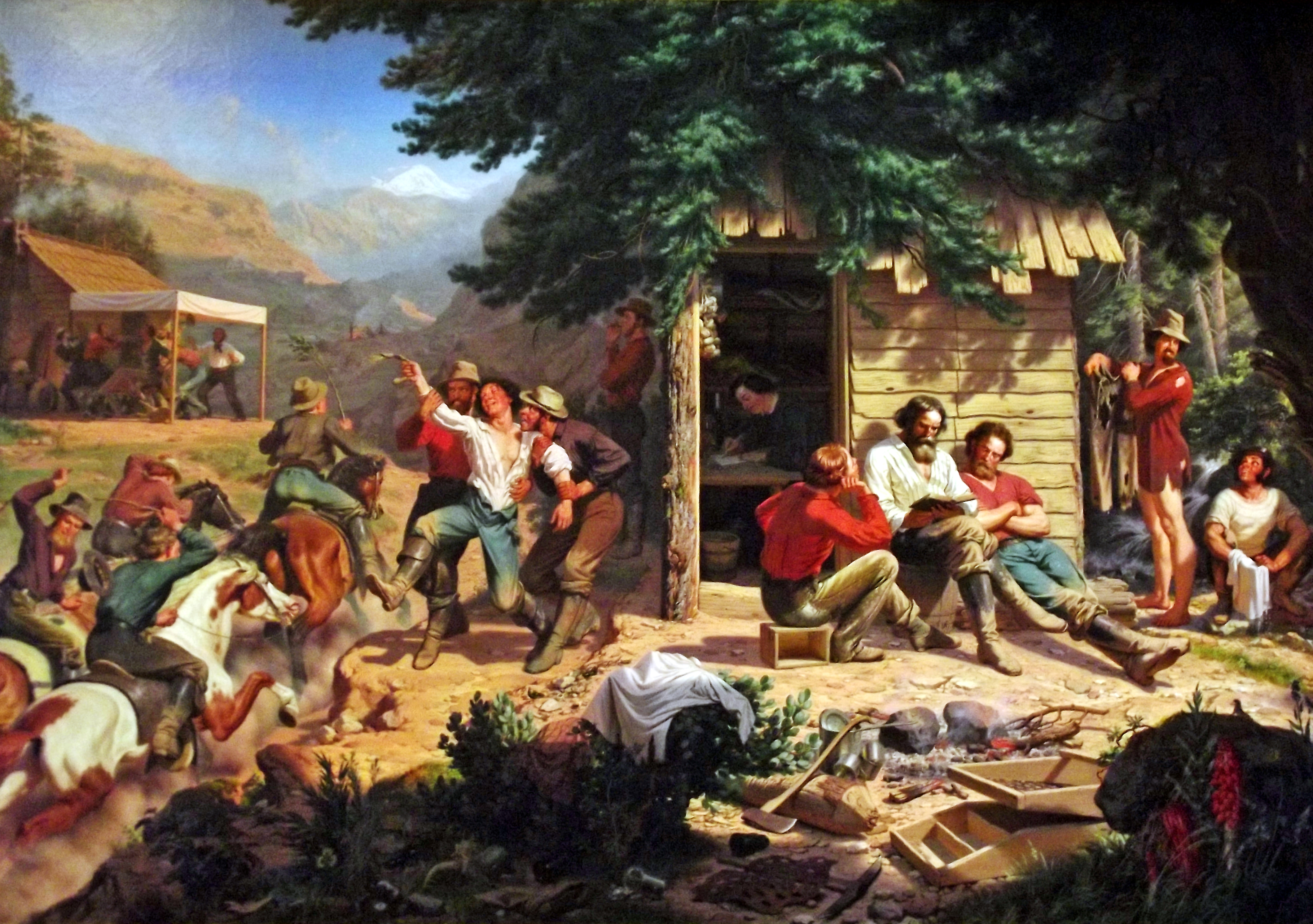
Sunday Morning in the Mines von Charles Christian Nahl aus dem Jahr 1872

Ab 1853 entstanden viele, gelegentlich im Stil von Jean-Auguste-Dominique Ingres gearbeitete Porträtgemälde, auch in Zusammenarbeit mit seinem Bruder Arthur, der als Assistent fungierte. „Wir arbeiten wie eine Werkstatt; Carl malt die Köpfe, ich male die Kleider...“ schrieb Arthur 1853 an Wilhelm Nahl nach Kassel. Allerdings war diese „Massenproduktion“ auch für die Inkonsistenz und die mangelnde Lebendigkeit vieler Arbeiten verantwortlich. Das dramatische Gemälde Fire in San Francisco Bay aus dem Jahr 1856 geht ebenfalls aus der Zusammenarbeit beider Brüder hervor, die die Amerikaner kurz mit „The Nahl Brothers“ bezeichneten. Daneben entstanden auch Druckgrafiken, wie der Holzschnitt „Grizzly“, der in Hutching's Illustrated California Magazin (Vol 1, No. 3, S. 106) veröffentlicht wurde.
Zwischen den 1860er und 1870er Jahren gehörte Charles Christian Nahl zu den erfolgreichsten Malern in Kalifornien. Sein akademischer, europäischer Stil wurde geschätzt und die Gemälde mit den Motiven, die er aus der Literatur, der Geschichte und der klassischen Mythologie bezog, gehörten zum bevorzugten Ausstattungsattribut der Villen prominenter Familien. Zu seinen größten Förderern gehörte der Kunstsammler Edwin Bryant Crocker aus Sacramento, der als ein Liebhaber europäischer Malerei bekannt war. Die von ihm erworbenen Arbeiten befinden sich heute im Crocker Art Museum in Sacramento.
Charles Christian Nahl starb am 1. März 1878 an Typhus in San Francisco.

## Werke

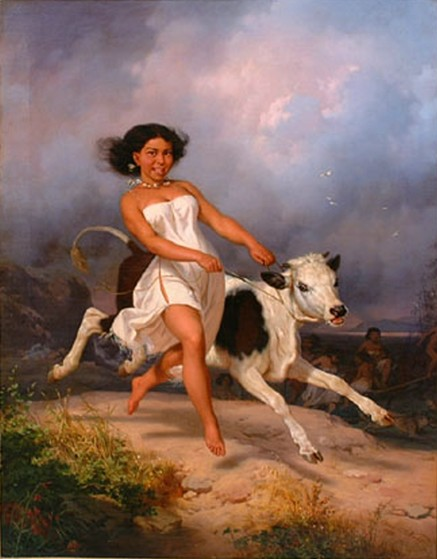
Untitled von Charles Christian Nahl aus dem Jahr 1869

Charles Christian Nahl schuf zahlreiche Zeichnungen und Gemälde von Wildtieren und Indianern. Sein bekanntestes Auftragswerk war das Design des Grizzly-Bären in der kalifornischen Staatsflagge. Ein anderes berühmtes Werk ist sein Gemälde Nightwatch aus dem Jahr 1870. Es zeigt eine indianische Familie beim Lagerfeuer am Strand. Es ist im Knott’s Berry Place, Buena Park, Kalifornien ausgestellt. Seine Darstellungen des harten Lebens der ersten Goldsucher machten ihn in Amerika vor allem bekannt.
Weitere Gemälde von Charles Christian Nahl sind:
- Fire in San Francisco Bay, 1856, Oakland Museum of California
- The Love Chase, 1869, Crocker Art Museum, Sacramento
- The Abduction, 1870, Fine Arts Museum of San Francisco
- The Captivity, 1871, Crocker Art Museum, Sacramento
- The Rape of the Sabines: The Invasion, 1871, Fine Arts Museum of San Francisco
- Sunday Morning in the Mines, 1872, Crocker Art Museum, Sacramento
- The Fandango, 1873, Crocker Art Museum, Sacramento